# Notharctus
Notharctus fou una espècie de primat primitiu que visqué a Europa i Nord-amèrica fa 50 milions d'anys. Els lèmurs actuals evolucionaren a partir de primats similars a aquest gènere.

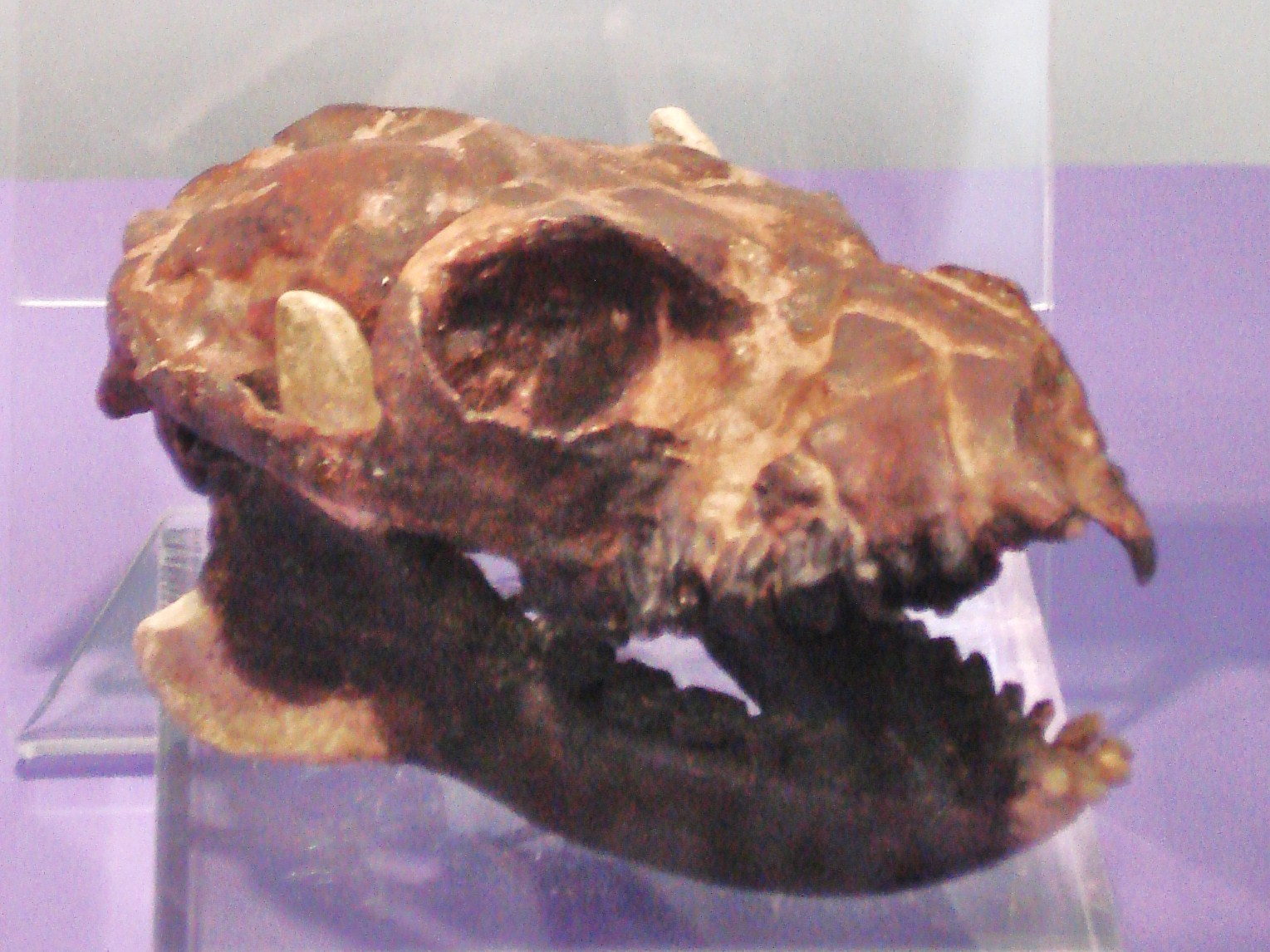
Crani de Notharctus osborni

La forma corporal de Notharctus s'assembla a la dels lèmurs actuals. Tanmateix, Notharctus tenia la cara més curta i ulls que miraven endavant, envoltats per un cercle ossi. Tenia dits allargats que l'ajudaven a agafar-se a les branques, incloent-hi un polze. La seva columna vertebral era flexible, com la dels lèmurs vivents. Feia uns 40 cm de llargada (sense comptar-ne la llarga cua). Probablement s'alimentava de fruita i insectes.
Hi havia com a mínim cinc espècies diferents de Notharctus species. També s'han descobert fòssils de set altres espècies potencials.